# Grégoire d'Akner
Grégoire d'Akner, Grigor Aknertsi (en arménien Գրիգոր Ակներատսի ; ca. 1250-ca. 1335) ou Grégoire d'Akants est un historien arménien des XIIIe et XIVe siècles.

## Biographie
Né en Grande-Arménie, ce disciple de Hovhannès Vanakan émigre en Petite-Arménie en 1265 ou 1266 et entre comme moine au monastère d'Akner, dont il devient ultérieurement l'abbé. Il y transcrit la Chronologie de Michel Asoretsi et la continue dans son œuvre Histoire de la nation des Archers ; cet ouvrage sur la domination mongole en Arménie, mais également sur la Cilicie, est le seul texte d'un historien médiéval arménien conservé dans sa version originale (Patriarcat arménien de Jérusalem, Ms. 32). Il est parfois attribué, à tort, à Vardan Areveltsi ou à un dénommé Maghakia.